# Droga wojewódzka 503
Die Droga wojewódzka 503 (DW 503) ist eine polnische Woiwodschaftsstraße. Sie verläuft im Nordosten des Powiat Elbląski (Kreis Elbing) innerhalb der Woiwodschaft Ermland-Masuren. Auf einer Länge von 32 Kilometern führt die DW 503 an der Küste zum Frischen Haff (Zalew Wiślany) entlang und durchzieht dabei den Landschaftsschutzpark Elbinger Höhe (Park krajobrazowy Wzniesienie Elbląskie) in ganzer Länge. Die DW 503 mündet in der – ebenfalls von Elbląg (Elbing) kommenden – DW 504.

## Streckenverlauf
Woiwodschaft Ermland-Masuren
- Stadtbezirk Elbląg (Elbing):
  - Elbląg: (→ S 7 (E 28 und E 77), DK 22, DW 500, DW 504 und DW 509)
    - Elbląg-Rubno Wielkie (Groß Röbern)

- Powiat Elbląski (Kreis Elbing):
  - Jagodno (Ziegeli Wogenap)
  - Kaminonek Wielki (Groß Steinort)
  - Suchacz (Succase)
  - Pęklewo (Panklau)
  - Kadyny (Cadinen)
  - Janówek
  - Tolkmicko (Tolkemit)
  - Nowinka (Neuendorf-Kämmereidorf)
  - Pogrodzie (Neukirch Höhe) (→ DW 504)